# 부항

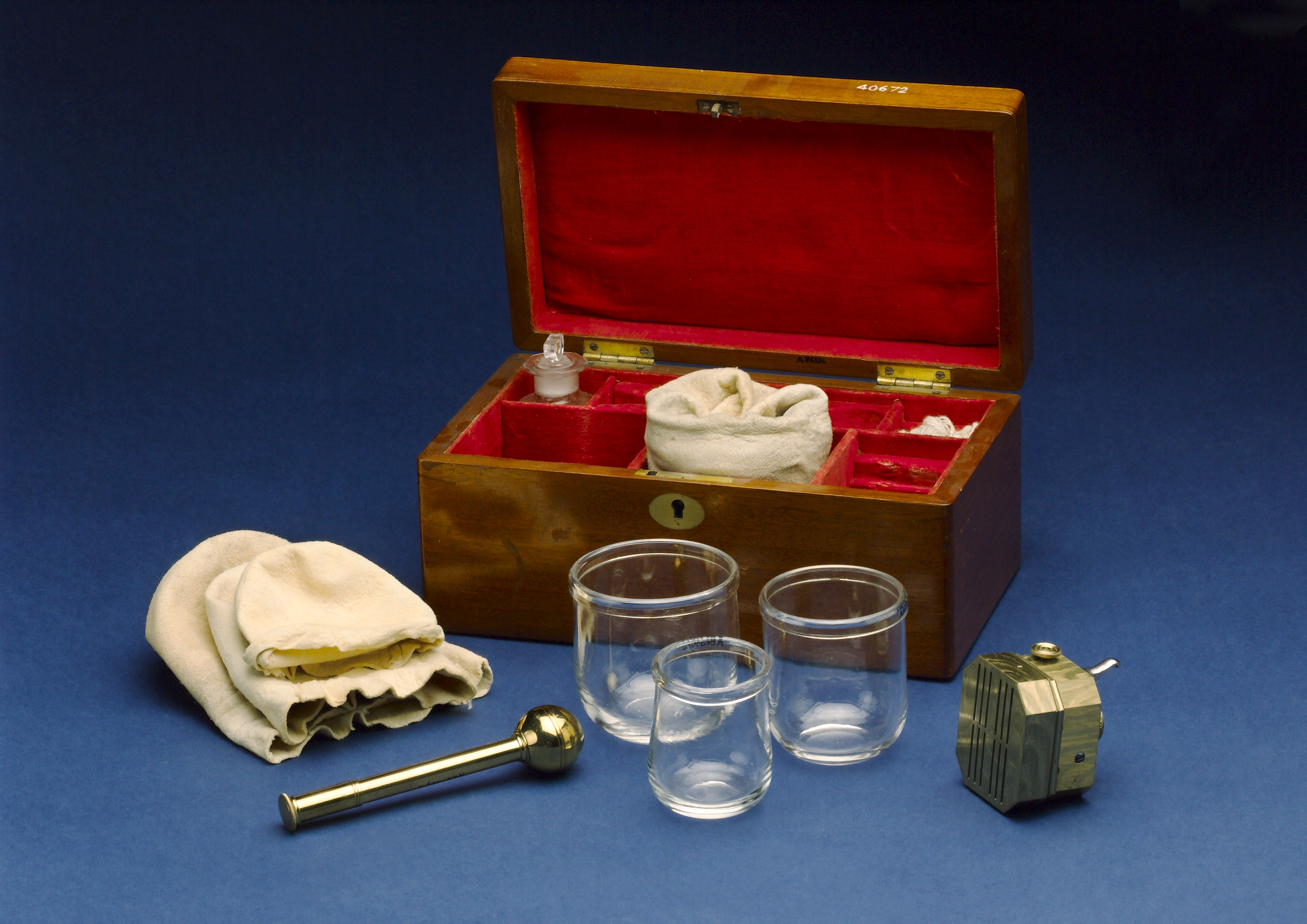
19세기 영국의 부항 및 사혈 도구 세트.

부항(附缸, cupping therapy)은 부항단지에 불을 넣어 공기를 희박하게 만든 뒤 부스럼 자리에 붙여 고름이나 독혈을 빨아내는 치료 방법이다. 동서양에서 고대부터 시행된 전통 요법으로 전통 한의학에서 시행된다. 현재 발굴된 가장 오래된 부항 유물은 마왕퇴 유적으로.
열 또는 음압 장치로 부항단지 안에 음압을 조성해 피부에 붙임으로써 피를 뽑거나 울혈을 일으키며 물리적 자극을 주어 병을 치료한다.

## 비판
미국의 대표적인 대체의학 비판자인 웨인 주립 대학교 데이빗 고스키(David Gorski) 외과 교수는 "부항은 위험만 따를 뿐 어떠한 이득도 없으며, 현대의학에서 설 자리는 없다"며 부항요법을 비판하였다.

## 판례
- 단순히 수지침 정도의 수준에 그치지 아니하고 부항침과 부항을 이용하여 체내의 혈액을 밖으로 배출되도록 한 것이므로, 이러한 피고인의 시술행위는 의료법을 포함한 법질서 전체의 정신이나 사회통념에 비추어 용인될 수 있는 행위에 해당한다고 볼 수는 없고, 따라서 사회상규에 위배되지 아니하는 행위로서 위법성이 조각되는 경우에 해당한다고 할 수 없다[3].

## 같이 보기
- 쓸모없는 암 치료 요법 목록